# The Runaways
The Runaways fue un grupo estadounidense de hard rock y punk, compuesto exclusivamente por chicas en edad adolescente. Fue lanzado en los primeros años de la década de los años 1970 por el productor Kim Fowley. Algunos de sus temas más populares son "Cherry Bomb", "Queens of Noise", "Neon Angels (On the Road to Ruin)" y "Born to Be Bad". El grupo realizó giras por América y Japón, además del Reino Unido, Suecia, Finlandia, Noruega, Bélgica, Francia, Suiza y Alemania. Tuvieron una carrera corta (1975-1979), exitosa y tempestuosa. Tras su separación, varias de sus integrantes emprendieron carreras en solitario de forma muy exitosa, así Joan Jett continuó desarrollando el rock and roll de las Runaways con un toque más radiable y Lita Ford emprendió su carrera en el hard rock.

## Inicios (1975-1976)
The Runaways se formó en 1975 por la baterista Sandy West y la guitarrista Joan Jett junto con la compositora Kari Krome, quien buscaba chicas para interpretar sus temas. Habían presentado su material por separado y en varias ocasiones al productor Kim Fowley, para exponerle sus ideas acerca de formar un grupo únicamente compuesto por chicas. Fowley, que buscaba siempre la "próxima gran sensación", le dio a West el número telefónico de Joan Jett. Las dos se reunieron para discutir las posibilidades y, tras ensayar juntas, volvieron a presentarse ante Fowley para mostrarle los resultados. Fowley entonces ayudó al grupo a buscar los miembros restantes.
Era extendida la idea de que eran un mero producto comercial creado por el productor y compositor Kim Fowley, que pensó que la noción de cuatro chicas vestidas de cuero y lencería tocando rock and roll tendría una gran aceptación. La realidad de los orígenes de la banda es que todas las personas que tomaron parte en ella lo hicieron con la más pura filosofía del rock and roll.
El grupo comenzó a girar como un "power-trío" por el circuito de clubs de California, con la bajista Micki (Michael) Steele.
Micki Steele dejó el grupo y posteriormente formaría parte de las exitosas The Bangles, y fue reemplazada por la vocalista de 19 años de edad Paul Goldwin y la bajista Peggy Foster.
Después de que Goldwyn se fuera Cherie Currie se les unió como cantante y Lita Ford, con sólo 15 años, como guitarrista.
Tras algunas pruebas, Jackie Fox, que inicialmente se había presentado al puesto de guitarrista, se incorporó al bajo y la formación se completó.

## The Runaways(1976-1977)
Las componentes de la banda revelaban un alto dominio de sus instrumentos y pronto la industria las empezó a tomar en serio. Su éxito más conocido fue en 1976 con
"Cherry Bomb" — Hello daddy, hello mom, I'm your ch-ch-ch-ch-ch-ch-cherry bomb! — que ha sido versionado por multitud de bandas, entre ellas, el grupo de Riot grrrl, Bratmobile, el trío pop-punk japonés Shonen Knife, la cantante estadounidense Miley Cyrus y la siguiente banda de Joan Jett, The Blackhearts. "Cherry Bomb" apareció incluida en la banda sonora de numerosas películas como Dawn, Portrait of a Teenage Runaway, RV, Dazed and Confused y más recientemente en Guardianes de la Galaxia.
The Runaways firmaron con Mercury Records en 1976 y su disco de debut, The Runaways, se publicó poco después. La banda inició una gira por Estados Unidos con numerosos shows agotados. Actuaron teloneando a Cheap Trick, Tom Petty and The Heartbreakers, The Ramones y Van Halen. En la película Edgeplay: A Film About The Runaways se dice que cada una de las componentes del grupo seguía el patrón de su ídolo particular: Currie seguía el modelo estilístico de David Bowie, Jett el de Suzi Quatro y Keith Richards, Ford se veía como un cruce entre el guitarrista de Deep Purple, Ritchie Blackmore, y Jeff Beck, West se identificaba más con el baterista de Queen, Roger Taylor, y Fox con el miembro de Kiss Gene Simmons.

## Queens of Noise(1977)
Su segundo álbum, Queens of Noise, se publicó en 1977 y el grupo se embarcó en una gira mundial. Era el año de la gran explosión punk inglesa y The Runaways rápidamente se vieron integradas en dicho movimiento. La banda, que ya se había labrado una alta reputación en la escena punk estadounidense de la costa oeste, se relacionó estrechamente con formaciones como Blondie, The Ramones y The Dead Boys, principalmente a través del mítico CBGB, el popular templo punk neoyorquino. Si se habla de la escena punk inglesa, The Runaways se movían en el entorno de The Damned, Generation X y The Sex Pistols. Gracias a su febril ritmo de giras y actuaciones, se encontraron en la curiosa posición de estar en el ojo del huracán del punk, justo cuando explotaba en dos países diferentes (Inglaterra y Estados Unidos), lo cual ayudaría a cimentar el sitio que ocupan en la historia del punk.
En el verano de 1977 el grupo llegó a Japón para ofrecer una serie de conciertos a aforo completo. The Runaways fueron el tercer producto musical importado de más éxito en Japón, sólo aventajados por Led Zeppelin y Kiss. Las chicas no estaban preparadas para la avalancha de fanes que les esperaba en el aeropuerto. La histeria sería descrita por Antonela Camusso como "similar a la Beatlemanía". En Japón, The Runaways tenían su propio especial televisivo, hicieron numerosas apariciones en TV y publicaron un álbum en directo, llamado Live in Japan, que rápidamente alcanzó el oro. Mientras se encontraban en el país nipón, la bajista Jackie Fox dejó el grupo antes de que las llamaran para tocar en el Tokyo Music Festival. Jett se ocupó temporalmente del bajo y, cuando el grupo volvió a casa, reclutaron a Vicki Blue, que contaba con tan sólo 17 años.
Cherie Currie abandonó en este punto el grupo y Jett, que había compartido las voces en ocasiones con Currie, se convirtió en la única vocalista.

## Waitin' for the Night(1977-1978)
El grupo grabó su cuarto álbum, Waitin' for the Night, y empezó una nueva gira con una banda amiga, The Ramones. Currie grabó un LP en solitario, Beauty's Only Skin Deep, que produjo Kim Fowley, y empezó una gira que incluía a su hermana gemela Marie.
Debido a desacuerdos monetarios y relativos al "management" del grupo, The Runaways y Kim Fowley tomaron caminos separados en 1978. El grupo rápidamente se hizo con un nuevo mánager, que había trabajado para Blondie y Suzi Quatro. Cuando el grupo dejó a Fowley, también abandonó su casa discográfica, Mercury/Polygram. En el film Edgeplay: A Film About The Runaways, algunos miembros del grupo (especialmente Fox y Currie) además de los padres de Currie y West, acusaron a Fowley y otros de usar tácticas manipuladoras para enfrentar al grupo y conservar su control sobre él, además de diversos abusos verbales y sexuales. En la mencionada película, Currie menciona un incidente en el que Fowley la habría sentado en una habitación de hotel y le habría dicho que "iba a enseñarle la forma correcta de follar". En otro momento, Fox declara haber asistido a un ensayo en el que todos permanecían callados y en silencio. Cuando entró, Fowley le habría preguntado si se había acostado con su co-manager, Scott Anderson. Cuando Fox respondió "¡Demonios, no!" Fowley respondió contestándole que había sido la única del grupo que no lo había hecho, declarando que el management del grupo no era tan responsable como aparentaba.

## And Now... The Runaways(1978-1979)
La bajista Vicki Blue dejó el grupo debido a una enfermedad que padecía y fue sustituida por Laurie McAllister. El grupo disfrutó de los excesos del estilo de vida del rock and roll mientras duró su momento. Publicaron su último álbum, And Now... The Runaways, con el productor de Thin Lizzy, John Alcock (después de que el que, irónicamente, sería el futuro compañero de Jett, Kenny Laguna, rechazara el trabajo). Hubo desacuerdos entre las componentes del grupo con respecto al estilo de música que querían tener en la banda, sobre todo entre Jett y Ford, ya que Joan quería hacer un cambio hacia el glam rock, mientras Lita, apoyada por Sandy West, quería continuar con el hard rock/heavy metal. Finalmente, ninguna estuvo de acuerdo con la otra y, en 1979, The Runaways se separaron.

## Película (2010)
En el año 2010 se estrenó la película de The Runaways, de género biográfico, interpretada por Kristen Stewart como Joan Jett y Dakota Fanning como Cherie Currie.

## Miembros
Formaciones
| (1975) I - Micki Steele - bajo, vocalista principal. - Joan Jett - guitarra, coros. - Sandy West - batería. (1975) II - Micki Steele - bajo, vocalista principal. - Joan Jett - guitarra rítmica, coros. - Lita Ford - guitarra solista. - Sandy West - batería, coros. (1975) III - Paul Goldwin - vocalista principal. - Joan Jett - guitarra rítmica, coros. - Lita Ford - guitarra solista. - Peggy Foster - bajo. - Sandy West - batería, coros. (1975) IV - Cherie Currie - vocalista principal. - Joan Jett - guitarra rítmica, coros. - Lita Ford - guitarra solista, segunda voz. - Peggy Foster - bajo. - Sandy West - batería, segunda voz. (1975-1977) - Cherie Currie - vocalista principal. - Joan Jett - guitarra rítmica, coros & co-voz. - Lita Ford - guitarra solista, coros. - Jackie Fox - bajo, coros. - Sandy West - batería, coros. | (1977) I - Cherie Currie - vocalista principal. - Joan Jett - bajo, coros. - Lita Ford - guitarra. - Sandy West - batería. (1977) II - Cherie Currie - vocalista principal. - Joan Jett - guitarra rítmica, coros. - Lita Ford - guitarra solista. - Vicki Blue - bajo, coros. - Sandy West - batería, coros. (1977-1978) - Joan Jett - guitarra rítmica, vocalista principal. - Lita Ford - guitarra solista, coros. - Vicki Blue - bajo, coros. - Sandy West - batería, coros. (1978-1979) - Joan Jett - guitarra rítmica, vocalista principal. - Lita Ford - guitarra solista. - Laurie McAllister - bajo. - Sandy West - batería. (1979) - Joan Jett - bajo, vocalista principal. - Lita Ford - guitarra, coros. - Sandy West - batería. |

## Discografía

### Álbumes de estudio
- The Runaways (1976)
- Queens of Noise (1977)
- Waitin' for the Night (1977)
- And Now... The Runaways (título de la edición internacional) (1978)

### Álbumes recopilatorios
- Flaming Schoolgirls (recopilación de "odds-and-sods"), (1980)
- Little Lost Girls, (versión remasterizada de And Now... The Runaways) (1981)
- The Best Of The Runaways (1982)
- Born to be Bad (recopilación de demos grabados en sus inicios) (1991 o 1993)
- Neon Angels (1992)
- The Mercury Album Anthology (2010)

### Álbumes en directo
- Live in Japan (1977)

### Sencillos
| Año  | Sencillo: Lado A / Lado B                                                        | Etiqueta            | Posición en listas | Posición en listas | Posición en listas | Posición en listas | Posición en listas |
| Año  | Sencillo: Lado A / Lado B                                                        | Etiqueta            | US                 | AUS                | BEL                | JAP                |                    |
| ---- | -------------------------------------------------------------------------------- | ------------------- | ------------------ | ------------------ | ------------------ | ------------------ | ------------------ |
| 1976 | "Cherry Bomb" / "Blackmail" USA release                                          | Mercury 73819       | 106                | 57                 | —                  | 1                  |                    |
| 1976 | "Cherry Bomb" / "Is It Day or Night?" France release                             | Mercury 6167 405    | —                  | —                  | —                  | —                  |                    |
| 1976 | "Secrets" / "Rock and Roll" Japan release                                        | Mercury SFL-2129    | —                  | —                  | —                  | —                  |                    |
| 1977 | "You Drive Me Wild" / "Rock and Roll" France release                             | Mercury 6837 453    | —                  | —                  | —                  | —                  |                    |
| 1977 | "Queens of Noise" / "Born to Be Bad" UK release                                  | Mercury 6167 493    | —                  | —                  | —                  | —                  |                    |
| 1977 | "Midnight Music" / "Neon Angels on the Road to Ruin" Germany release             | Mercury 6167 495    | —                  | —                  | —                  | —                  |                    |
| 1977 | "Heartbeat" / "Neon Angels on the Road to Ruin" USA & Australia release          | Mercury 6167 496    | 110                | —                  | —                  | —                  |                    |
| 1977 | "I Love Playin' with Fire" / "Neon Angels on the Road to Ruin" Australia release | Mercury 6167 516    | —                  | —                  | —                  | —                  |                    |
| 1977 | "Neon Angels on the Roads to Ruin" / "Queens of Noise" Japan release             | Mercury SLF-2153    | —                  | —                  | —                  | —                  |                    |
| 1977 | "All Right You Guys" / "Blackmail" Japan release                                 | Mercury SFL-2195    | —                  | —                  | —                  | —                  |                    |
| 1977 | "School Days" / "Wasted" UK release                                              | Mercury 6167 587    | —                  | —                  | 29                 | —                  |                    |
| 1977 | "Little Sister" / "School Days" Japan release                                    | Mercury SFL-2215    | —                  | —                  | —                  | —                  |                    |
| 1978 | "Mama Weer All Crazee Now" / "Right Now" France release                          | Mercury 6837 524    | —                  | —                  | —                  | —                  |                    |
| 1979 | "Right Now" / "Black Leather" UK release                                         | Cherry Red CHERRY8  | —                  | —                  | —                  | —                  |                    |
| 1994 | "Born to Be Bad" / no B-side US release                                          | Marilyn USM 1004/10 | —                  | —                  | —                  | —                  |                    |